# فرودگاه صحرایی کلونبالگ
فرودگاه صحرایی کلونبالگ (به انگلیسی: Clonbullogue Airfield) یک فرودگاه خصوصی است که یک باند فرود چمن دارد و طول باند آن ۷۷۰ متر است. این فرودگاه در کشور ایرلند قرار دارد و در ارتفاع ۷۳ متری از سطح دریا واقع شده‌است.